# Sandfelli (Gjógv)
Sandfelli è una montagna alta 752 metri sul mare situata sull'isola di Eysturoy, la seconda per estensione dell'arcipelago delle Isole Fær Øer, in Danimarca.
Su quest'isola esistono altre cime con questo nome: qui si fa riferimento alla montagna che incombe sul villaggio di Gjógv, sulla parte settentrionale dell'isola.
È la ventisettesima, per altezza, dell'intero arcipelago, e la nona, sempre per altezza, dell'isola.

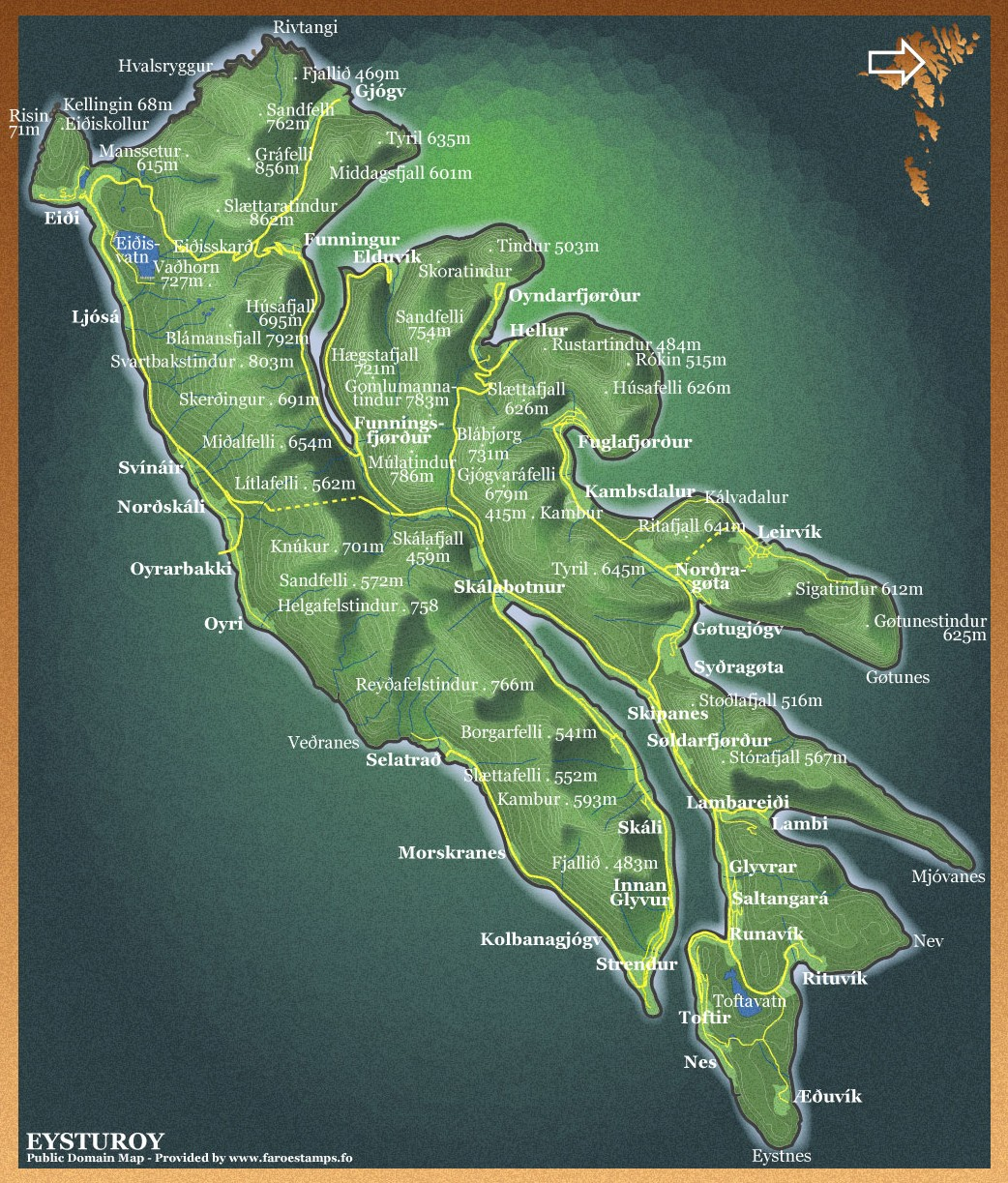
Isola di Eysturoy, mappa delle località e delle alture

La mappa dell'isola riporta un'altezza di 762 metri.